# 아스가르드 (비디오 게임)
《아스가르드》(Asgard)는 선과 악의 대립과 신의 영역에 도전하는 인간들의 모험 이야기를 발판으로 삼고 있는 넥슨의 온라인 게임이다. 아스가르드는 넥슨의 또 다른 롤플레잉 게임 《어둠의 전설》의 후속작이며, 어둠의 전설에서 600년 후를 배경으로 삼고 있다.
2001년 12월 11일에 오픈베타 테스트를 시작했으며, 2003년 1월, 유료화를 단행 하였다. 2005년 8월 1일, 넥슨의 자회사 게임 요금제 개편을 통해 부분 유료화로 전환했다.